# Mistrzostwa Europy dywizji B w koszykówce mężczyzn
Mistrzostwa Europy Dywizji B w koszykówce mężczyzn (FIBA European Division B Championship, FIBA Eurobasket Division B) – międzynarodowe rozgrywki koszykarskie II klasy rozgrywkowej z udziałem kadr narodowych, odbywające się pod patronatem FIBA Europe w latach 2005–2009. Najlepsze zespoły awansowały do dywizji A Eurobasketu, natomiast dwa najsłabsze zostały relegowane do dywizji C. Zwycięzca mistrzostw dywizji C awansował do dywizji B. 
W 2011 federacja FIBA Europe zadecydowała o likwidacji rozgrywek.

## Medaliści
| Rok  | Awans do kwalifikacji, do EuroBasketu dywizji A                             | Awans do kwalifikacji, do EuroBasketu dywizji A                             | Awans do kwalifikacji, do EuroBasketu dywizji A                             | Awans do kwalifikacji, do EuroBasketu dywizji A                             | Awans do kwalifikacji, do EuroBasketu dywizji A                             | Awans do kwalifikacji, do EuroBasketu dywizji A                             |
| Rok  | Awans                                                                       | Zsumowany wynik                                                             | Wicemistrz                                                                  | Awans                                                                       | Zsumowany wynik                                                             | Wicemistrz                                                                  |
| ---- | --------------------------------------------------------------------------- | --------------------------------------------------------------------------- | --------------------------------------------------------------------------- | --------------------------------------------------------------------------- | --------------------------------------------------------------------------- | --------------------------------------------------------------------------- |
| 2005 | Macedonia Północna                                                          | 200–137                                                                     | Austria                                                                     | Dania                                                                       | 152–150                                                                     | Irlandia                                                                    |
| 2007 | Finlandia                                                                   | 187–144                                                                     | Rumunia                                                                     | Wielka Brytania                                                             | 163–119                                                                     | Szwajcaria                                                                  |
| 2009 | Czarnogóra                                                                  | 158–121                                                                     | Szwecja                                                                     | Gruzja                                                                      | 175–159                                                                     | Białoruś                                                                    |
| 2011 | System dywizji został zlikwidowany, nie odbyły się żadne spotkania o awans. | System dywizji został zlikwidowany, nie odbyły się żadne spotkania o awans. | System dywizji został zlikwidowany, nie odbyły się żadne spotkania o awans. | System dywizji został zlikwidowany, nie odbyły się żadne spotkania o awans. | System dywizji został zlikwidowany, nie odbyły się żadne spotkania o awans. | System dywizji został zlikwidowany, nie odbyły się żadne spotkania o awans. |